# Torche à plasma (recyclage)
Pour les articles homonymes, voir Torche à plasma.
 (décembre 2013).
Si vous disposez d'ouvrages ou d'articles de référence ou si vous connaissez des sites web de qualité traitant du thème abordé ici, merci de compléter l'article en donnant les références utiles à sa vérifiabilité et en les liant à la section « Notes et références ».
La torche à plasma à cathode froide est une technique initialement développée par Aérospatiale (actuellement EADS Astrium Space Transportation).
Une torche à plasma est un dispositif électro-thermique permettant d'atteindre de très hautes températures (plus de 3 000 °C). Sa conception trouve son origine dans l'étude de matériaux destinés à protéger les missiles ou les engins spatiaux durant leur traversée de l'atmosphère.